# Otto Skorzeny
Otto Skorzeny (Vienna, 12 giugno 1908 – Madrid, 5 luglio 1975) è stato un militare tedesco.
Ufficiale delle forze armate della Germania nazista, acquistò grande notorietà durante la seconda guerra mondiale per aver partecipato alla liberazione di Mussolini dalla sua prigionia del Gran Sasso d'Italia nel settembre 1943, con l'operazione Quercia.

## Biografia
Nel 1930 aderì, ancora studente, al partito nazista austriaco e otto anni dopo fu favorevole all'annessione dell'Austria nel Terzo Reich. In questo periodo si procurò una ferita al volto durante un duello studentesco (Mensur) e ne rimase deturpato.
Nel 1939 giunse a Berlino e cercò dapprima di entrare nella Luftwaffe. Considerato non idoneo al servizio come pilota da caccia per l'età di 31 anni e l'altezza di 1,92 metri, abbandonò le velleità aeronautiche ed entrò nelle Waffen-SS. Fu inquadrato prima nella Panzer division Leibstandarte Adolf Hitler, passando l'anno seguente alla divisione Das Reich.

### Attività bellica
Scoppiata la seconda guerra mondiale, dopo aver combattuto nei Paesi Bassi e poi in Francia, nel 1941 fu trasferito sul fronte orientale, dal quale fu rimpatriato nel dicembre 1942.

### Nei servizi segreti
Nell'aprile del 1943 fu destinato all'ufficio VI (il Sicherheitsdienst) dell'RSHA (Reichssicherheitshauptamt, ovvero la "Direzione generale per la sicurezza del Reich"), ufficio addetto prevalentemente ad attività di spionaggio e incursioni, con l'incarico di organizzare una piccola unità di commando (Friedenthaler Jagdverbände) avente il compito di sviluppare la condotta di azioni di guerra sul modello dei commando inglesi, e che quindi si doveva affiancare ai già esistenti reparti Brandenburg dell'Abwehr: le prime missioni in Medio Oriente e in Russia, tuttavia, fallirono.

### La liberazione di Mussolini

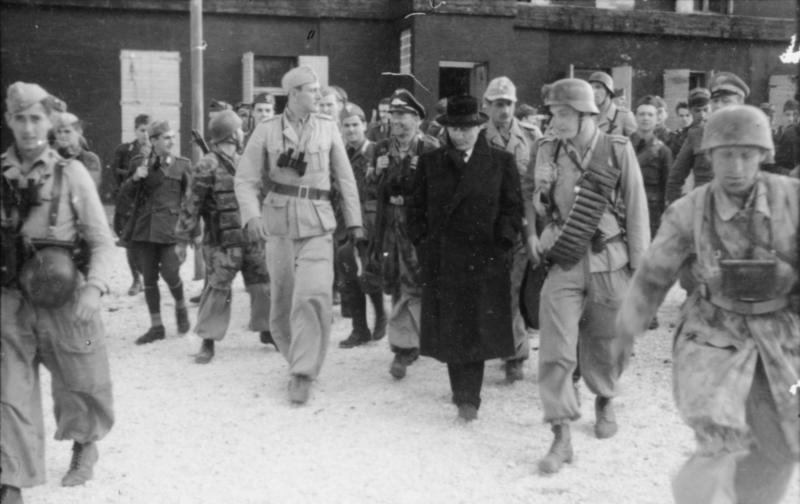
Un'altra immagine della liberazione di Mussolini sul Gran Sasso

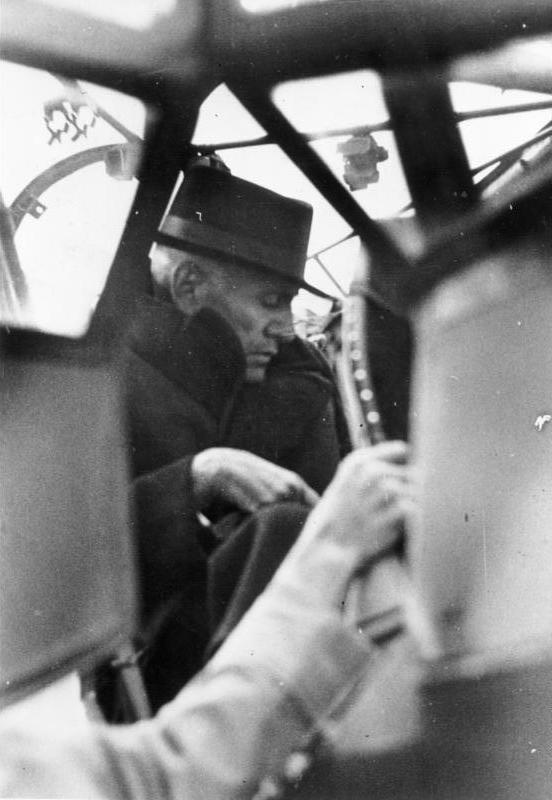
Mussolini sullo Storch, dopo la sua liberazione, poco prima del decollo

Pochi giorni prima del 12 settembre 1943, in vista della missione che avrebbe dovuto liberare Mussolini, Skorzeny riuscì a convincere il generale Kurt Student di poter partecipare all'azione in qualità di "osservatore politico", mentre l'azione venne assegnata ai paracadutisti di Student, i quali dovevano effettuare l'incursione.
Secondo la storiografia e le testimonianze coeve, come quella del maggiore Harald-Otto Mors, vero responsabile dell'operazione sotto il comando di Student, Skorzeny non ebbe merito nella liberazione di Mussolini, dato che i suoi compiti di fatto si erano esauriti durante la fase preparatoria di raccolta informazioni. Ufficialmente Skorzeny infatti prese parte all'operazione come osservatore e incaricato alla sicurezza del prigioniero.
Durante l'operazione però, Skorzeny non rispettò i piani e si diresse immediatamente dentro l'albergo ov'era relegato Mussolini, in modo tale da presentarsi per primo davanti a lui per annunciargli che, per ordine di Hitler, i tedeschi erano venuti a liberarlo senza affrontare alcuna reazione da parte degli italiani, totalmente disorientati dall'azione. Dopo aver preso personalmente in custodia Mussolini, Skorzeny lo accompagnò in ogni suo spostamento e con furbizia riuscì a far passare come veritiera la sua versione - altamente autocelebrativa - dei fatti.
Skorzeny sfruttò al massimo l'occasione per autopromuoversi: insistette fino al punto delle minacce per salire sul leggero apparecchio Fieseler Fi 156 che doveva condurre Mussolini all'aeroporto di Pratica di Mare e da lì in Germania passando per Vienna; proprio nella capitale austriaca Skorzeny utilizzò i suoi diretti contatti con Ernst Kaltenbrunner e Heinrich Himmler per rendere ufficiale la sua versione autocelebrativa dei fatti.
Gli organi di propaganda poi utilizzarono la versione di Skorzeny per risollevare il morale dell'esercito tedesco, reduce dai rovesci in Sicilia e sul fronte orientale, facendo diventare Skorzeny il protagonista dell'operazione a danno del generale Student, di Mors e dei veri coordinatori dell'azione. Promosso per volere di Hitler al grado di SS-Sturmbannführer e decorato con la Croce di Cavaliere, a Skorzeny fu quindi affidato il comando della sezione S ("operazioni speciali") del Sicherheitsdienst.

### Altre operazioni di commando

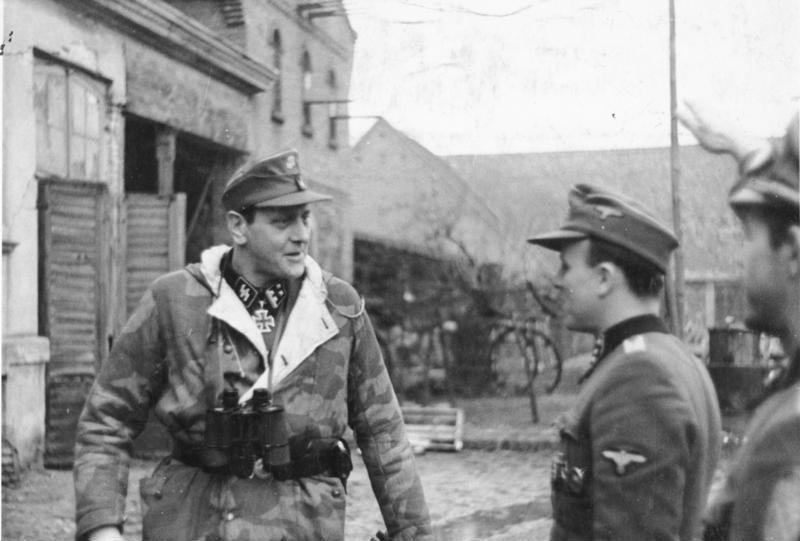
Skorzeny sul fronte dell'Oder nel febbraio 1945

Nell'aprile del 1944 collaborò con Himmler alla pianificazione dell'operazione, poi fallita, condotta dall'SS-Fallschirmjäger-Bataillon 500 per la cattura di Tito. Egli poté mettersi di nuovo in luce a seguito del fallito attentato di von Stauffenberg a Hitler del 20 luglio 1944, quando organizzò un'unità speciale delle SS che a Berlino iniziò la repressione.
In ottobre, con un altro colpo di mano, prese come ostaggio a Budapest il figlio del reggente d'Ungheria, ammiraglio Horthy, e lo ricattò portandolo in Germania, impedendo così al reggente di siglare un accordo di armistizio con le forze sovietiche. Per questo successo, il 22 ottobre 1944, a Rastenburg, fu promosso SS-Obersturmbannführer e incaricato, nell'ambito dell'operazione "Wacht am Rhein" (l'Offensiva delle Ardenne), di occupare i ponti di Amay, Huy e Ardenne, sulla Mosa (operazione Greif), con un'unità da lui stesso organizzata e diretta, la Panzerbrigade 150, che includeva nei suoi ranghi anche soldati tedeschi in uniforme americana reclutati tra coloro che sapevano parlare l'inglese con accento e slang da "yankee".

### La cattura e il processo
Fu catturato nel maggio del 1945 dagli americani, ma fu successivamente assolto da tutte le accuse (1947) per crimini di guerra. Il processo degli Alleati basava l'accusa su di lui fondamentalmente per l'impiego illecito in guerra di uniformi nemiche, avvenuto durante l'Operazione Greif. La difesa si batté sulla liceità dell'utilizzo di uniformi del nemico per accostarsi a quest'ultimo, purché ci si tolga tale uniforme quando s'iniziano i combattimenti.
A sostegno di ciò, si attestò che la cosa era stata compiuta anche dagli Alleati: in Ungheria erano stati catturati ufficiali britannici con divise tedesche e non furono fucilati, e la stessa cosa avevano fatto gli americani ad Aquisgrana.
Sull'utilizzo di travestimenti e carte d'identità nemiche da parte degli statunitensi testimoniò al processo anche un ufficiale britannico, il comandante Forrest Yeo-Thomas, con un gesto cavalleresco raramente compiuto nel dopoguerra: un britannico veniva a testimoniare a favore di un tedesco, un ex-nemico, cosa che diede grande vivacità al processo e una tensione notevole a tutto il suo svolgimento. Thomas affermò infatti che i britannici avevano usato non solo travestimenti, ma anche distintivi nemici, armi nemiche, falsi documenti, tutto ad uno scopo: vincere la guerra e, parole testuali, fare fuori l'altro.
Skorzeny fu così assolto e, sebbene formalmente trattenuto in Austria, fuggì facilmente in Spagna, allora governata dal caudillo Francisco Franco, di cui Skorzeny era un sostenitore.

### L'attività successiva al 1947

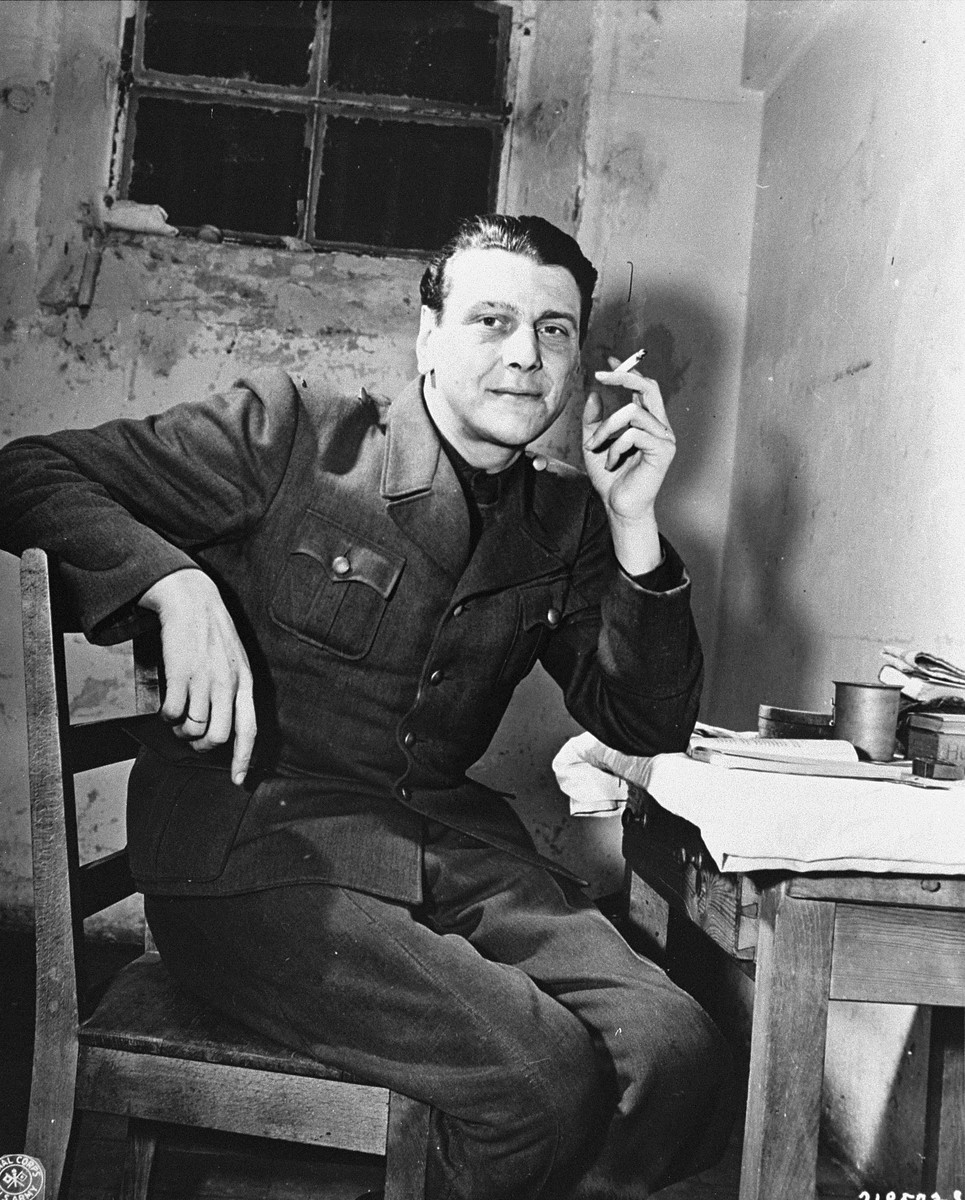
Otto Skorzeny, in cella, durante il processo di Norimberga, 24 novembre 1945

Si suppone che Skorzeny abbia avuto parte attiva nell'organizzare la fuga di ex soldati delle SS dalla Germania nell'ambito della cosiddetta organizzazione Die Spinne ("Il ragno"), simile per obiettivi all'organizzazione Odessa, ma, stante la segretezza dell'organizzazione medesima, si conoscono in merito solo dati parziali. Ebbe inoltre rapporti con Savitri Devi per promuovere una rete internazionale neonazista.
Secondo alcune testimonianze (tra cui quella di Adriano Monti, complice di Junio Valerio Borghese nel tentato golpe del 1970), sarebbe stato anche tra i promotori dell'Organizzazione Gehlen, una branca dei servizi segreti tedeschi durante la guerra, poi inserita tra le organizzazioni di intelligence, fiancheggiatrici della CIA. Avrebbe fatto allo stesso Monti il nome di Giulio Andreotti come "garante politico" del colpo di Stato di Borghese.
Secondo i giornalisti Dan Raviv, americano, e Yossi Melman, israeliano, Skorzeny venne assoldato dal Mossad, il servizio segreto israeliano, per rintracciare scienziati tedeschi ostili ad Israele, che si fidavano di lui, in cambio del suo depennamento dalla lista di criminali tedeschi redatta da Simon Wiesenthal. Secondo i due giornalisti, fu egli stesso l'esecutore della morte di Heinz Krug, fornitore tedesco di armi al governo egiziano, durante l'Operazione Damocle del 1962.
Scrisse la sua autobiografia alla fine degli anni sessanta, intitolata Lebe gefährlich (Vivi pericolosamente), che uscì in Italia nel 1970 per le Edizioni del Borghese con il titolo Vivere pericolosamente.
Morì di cancro in Spagna il 5 luglio del 1975.

## Pubblicazioni
- Vivere pericolosamente, Edizioni del Borghese, 1970
- (DE)  Meine Kommandounternehmen, Winkelried-Verlag, Dresden 2007, ISBN 978-3-938392-11-9
- (EN) Skorzeny's Special Missions, Greenhill Books, 1997 ISBN 1-85367-291-2